# 富山県ケーブルテレビ協議会
一般社団法人富山県ケーブルテレビ協議会（とやまけんケーブルテレビきょうぎかい）は、富山県内のケーブルテレビ事業者やケーブルテレビ関連企業・団体で構成されているケーブルテレビ事業団体である。

## 概要
富山県内のケーブルテレビ各局と北日本新聞社との情報交換を目的に、1997年9月に設立した「富山県ケーブルテレビ懇話会」が起源となっている。
将来の放送のデジタル移行に伴うCATV局の設備投資のコスト削減などの目的もあり1999年8月に本協議会が設立。翌年の2000年に加盟全局を結ぶ光ケーブル回線を構築し、同年開催された第55回国民体育大会（2000年とやま国体）の生中継の同時配信を行った。自主制作番組の相互配信や各種イベントの共催などによる連携が図られている。
他地域の同種団体とは異なり、株式会社の形式を採っておらず、協議会としての公式サイトは設けていない。

## 加盟ケーブルテレビ事業者

### 現在
サービスエリアは富山県内分のみ記載。
| 事業者名                                               | サービスエリア                              | 備考 |
| ------------------------------------------------------ | ------------------------------------------- | --- |
| 新川インフォメーションセンター（NICE TV）              | 魚津市                                      | 魚津市が所有する施設をNICE TVが指定管理者として運営。                                                                  |
| 魚津市                                                 | 魚津市                                      | 魚津市が所有する施設をNICE TVが指定管理者として運営。                                                                  |
| 新川地域介護保険・ケーブルテレビ事業組合（みらーれTV） | 黒部市 下新川郡入善町・朝日町               | 新川地域介護保険・ケーブルテレビ事業組合が所有する施設を新川コミュニティ放送（ラジオ・ミュー）が指定管理者として運営。 |
| ケーブルテレビ富山（CTT）                              | 富山市（婦中・山田地区除く） 中新川郡舟橋村 | 協議会の歴代理事長はCTTの代表取締役社長が兼任している。 同ビル内には当局の本社も入居している。                         |
| 上婦負ケーブルテレビ（KCT）                            | 富山市（婦中・山田地区のみ）                | 一時期非加盟扱いであったが（外部リンク参照）、 2020年4月に同協議会に再加盟した。                                       |
| TAM（Net3）                                            | 滑川市 中新川郡上市町・立山町               | |
| 射水ケーブルネットワーク（iCN）                        | 射水市 高岡市牧野地区                       | |
| 高岡ケーブルネットワーク（TCN）                        | 高岡市（牧野地区除く）                      | |
| 能越ケーブルネット                                     | 氷見市                                      | 一部のエリアは氷見市が所有する施設を 能越ケーブルが指定管理者として運営。                                              |
| 氷見市（氷見市有線テレビジョン放送事業）               | 氷見市                                      | 一部のエリアは氷見市が所有する施設を 能越ケーブルが指定管理者として運営。                                              |
| となみ衛星通信テレビ（TST）                            | 砺波市、南砺市、小矢部市                    | 小矢部市は市が、砺波市・南砺市の一部は砺波広域圏事務組合が所有する施設を それぞれTSTが指定管理者として運営。           |
| 砺波広域圏事務組合                                     | 砺波市、南砺市                              | 小矢部市は市が、砺波市・南砺市の一部は砺波広域圏事務組合が所有する施設を それぞれTSTが指定管理者として運営。           |
| 小矢部市 （小矢部市ケーブルテレビ、TV CROSS）          | 小矢部市                                    | 小矢部市は市が、砺波市・南砺市の一部は砺波広域圏事務組合が所有する施設を それぞれTSTが指定管理者として運営。           |

### 過去
太字は現存する事業者。
| 事業者名                                 | サービスエリア                | 備考                                                                                |
| ---------------------------------------- | ----------------------------- | ----------------------------------------------------------------------------------- |
| 小杉町ケーブルテレビ （すぎっこテレビ）  | 旧射水郡小杉町                | 2005年11月の市町村合併による射水市発足時に統合され、 射水市ケーブルテレビとなった。 |
| 大門町ケーブルテレビ （こぶしテレビ）    | 旧射水郡大門町                | 2005年11月の市町村合併による射水市発足時に統合され、 射水市ケーブルテレビとなった。 |
| 下村ケーブルテレビ                       | 旧射水郡下村                  | 2005年11月の市町村合併による射水市発足時に統合され、 射水市ケーブルテレビとなった。 |
| 富山市ケーブルテレビ八尾センター（CTY8） | 富山市八尾地区                | 2008年4月にケーブルテレビ富山に施設譲渡。                                           |
| ケーブルテレビやまだ                     | 富山市山田地区                | 2010年4月に上婦負ケーブルテレビに施設譲渡。                                         |
| 射水市ケーブルテレビ                     | 射水市小杉・大門・下地区      | 2013年4月に射水ケーブルネットワークに施設譲渡。                                     |
| 新川広域圏事務組合                       | 黒部市 下新川郡入善町・朝日町 | 2016年4月にCATV事業を新川地域介護保険・ケーブルテレビ事業組合に移管。               |
| 滑川中新川地区広域情報事務組合           | 滑川市 中新川郡上市町・立山町 | 2021年7月にTAMに施設譲渡。                                                          |

## 沿革
- 1997年（平成9年）9月 - 富山県ケーブルテレビ懇話会設立[1]。
- 1999年（平成11年）8月 - 前身となる富山県ケーブルテレビ事業者協議会を設立[1]。
- 2000年（平成12年）8月 - 全国で初めて県内ケーブルテレビ事業者の全局ネットワーク化。第55回国民体育大会（2000年とやま国体）の生中継実施、後催県への映像配信実験実施。
- 2001年（平成13年）12月 - 富山県ケーブルテレビ協議会に改組[3]。
- 2002年（平成14年）
  - 5月 - 県内ケーブルテレビ事業者が連携して県内一斉にBSデジタル放送を一部段階で実施する。
  - 10月 - BSデジタル放送に加えて、CSデジタル放送を追加実施する。
- 2003年（平成15年）4月 - 県内ケーブルテレビ事業者が連携して、全国初となる県域レベルのIP電話サービスを開始する。
- 2004年（平成16年）10月 - NHK富山放送局・北日本放送の地上デジタル放送が開始されるのに合わせ、地上デジタル放送の再送信、JC-HITSを利用したCSデジタル多チャンネルサービスを開始。
- 2005年（平成17年）4月 - 富山県内においてのケーブルテレビ世帯カバー率100%を達成する。
- 2011年 （平成23年）4月 - 一般社団法人へ移行。

## テレビ放送について

### 地上波
加盟全局において富山県内の放送局に加え、石川県の北陸朝日放送を再放送している。系列別の再放送局は下記の通り。
| NHK-G NHK総合 | NHK-E NHK Eテレ | NNN / NNS 日本テレビ系 | ANN テレビ朝日系 | JNN TBS系          | TXN テレビ東京系 | FNN / FNS フジテレビ系 | JAITS 独立局 |
| ------------- | --------------- | ---------------------- | ---------------- | ------------------ | ---------------- | ---------------------- | ------------ |
| NHK富山放送局 | NHK富山放送局   | 北日本放送             | 北陸朝日放送     | チューリップテレビ |                  | 富山テレビ放送         |              |

- 新潟テレビ21（UX）・名古屋テレビ放送（メ〜テレ）、テレビ東京系列局・独立局を再放送する局は存在しない。
- 2011年7月24日のアナログ放送終了までは一部の局では北陸朝日放送以外の石川県域民放各局も再放送していた[4]。

### コミュニティチャンネル
加盟全局において9chで放送されている。また、各事業者間で回線が結ばれているため、番組の相互配信やイベント生中継の同時配信が実施されている。
前述の事業を担う企業として、北日本新聞社と各ケーブルテレビ局などが出資する株式会社とやまソフトセンターがある。ケーブルテレビ富山向けの『北日本新聞ニュース』の制作や協議会加盟のケーブルテレビ局への番組供給を目的に設立した。配信番組については、外部リンクを参照。

### CS放送
当初は、コスト削減などのため、衛星放送を一括受信し共同ヘッドエンドにより全局に配信していた。2008年5月以降高岡ケーブルネットワーク・能越ケーブルネット・上婦負ケーブルテレビの3局が自社設備によるサービスに切り替え、2010年9月には左記以外に加え高岡の各局が日本デジタル配信（JDS）の地上配信サービスに切り替え、2017年には能越も同サービスに切り替え、現在に至る。
また、2010年8月まではCATV向け番組配信事業者からの供給を受けずに独自に受信・編成し各局に配信していたチャンネルも存在した。2010年9月にCS放送をJDSの供給に切り替えたが大半のチャンネルはその上で継続されている。
下記に配信チャンネルを記載するが、2004年10月のJC-HITSサービス導入前後で大きく異なるため、時期ごとに分ける。チャンネル名は配信終了当時のもの。

#### 2004年10月 - 2010年8月
※2010年8月以前に終了したチャンネルも掲載
| チャンネル | 放送局                                |
| ---------- | ------------------------------------- |
| 612        | 富山競輪チャンネル                    |
| 618        | ショップチャンネル                    |
| 619        | QVC                                   |
| 620        | MONDO21                               |
| 621        | ヨシモトファンダンゴTV                |
| 622        | GLC24時間英会話ch→ FOXベイビー        |
| 623        | 食と旅のフーディーズTV                |
| 624        | 旅チャンネル                          |
| 625        | 放送大学                              |
| 626        | サイエンスチャンネル                  |
| 650        | 洋画★シネフィル・イマジカ             |
| 651        | エンタメ〜テレ☆シネドラバラエティ     |
| 652        | V☆パラダイス                          |
| 653        | ホームドラマチャンネル                |
| 670        | ミュージックビデオ専門/VMC            |
| 671        | Music Japan TV                        |
| 672        | 大人の音楽専門TV◆ミュージック・エア   |
| 673        | 安らぎの音楽と風景/エコミュージックTV |
| 674        | 第一興商スターカラオケ                |
| 680        | ニコロデオン                          |
| 690        | ブルームバーグテレビジョン            |

- CS放送はこの当時上記とJC-HITSの一部チャンネルを並行して配信していた。
- 主にJC-HITSで未配信のチャンネルを配信していた。
- JC-HITSで「旅／MONDO21チャンネル」として1つのチャンネルで混合配信されていた「旅チャンネル」・「MONDO21」をそれぞれ単独で配信していた。
- チャンネルが全てCATV600番台であったことから「CA600番台」と呼称していた局があった模様。
- 2010年8月以前に自社設備に切り替えた高岡・能越・上婦負の各局ではその時点で上記チャンネルの配信を終了した。

#### 2002年10月 - 2004年9月
| チャンネル | 放送局                 |
| ---------- | ---------------------- |
| 65         | 第一興商スターカラオケ |
| 66         | エコミュージックTV     |
| 67         | ヒストリーチャンネル   |
| 68         | スポーツ・アイ ESPN    |
| 73         | Act On TV              |
| 74         | アニマルプラネット     |
| 75         | ヨシモトファンダンゴTV |
| 76         | カミングスーンTV       |
| 77         | ミステリチャンネル     |
| 80         | クラシカ・ジャパン     |
| 81         | FIGHTING TV サムライ   |
| 90         | 囲碁・将棋チャンネル   |
| 91         | 釣りビジョン           |
| 94         | 東映チャンネル         |

- 主にアナログで非配信のチャンネルを配信していた。